# Hutton in the Forest
Hutton in the Forest é um solar classificado como de Grau I situado perto da aldeia de Skelton, no histórico condado de Cumberland, que agora integra o condado moderno de Cumbria, Inglaterra. Pertenceu à família Fletcher-Vane de 1605 até 1931, quando se tornou propriedade dos Barões Inglewood, parentes distantes da família Fletcher-Vane.

## História
Hutton-in-the-Forest foi originalmente uma fortaleza medieval, da qual a torre de menagem ainda subsiste. Gerações sucessivas alteraram e ampliaram a casa, e tanto o exterior quanto o interior exibem uma vasta gama de estilos decorativos, desde o século XVII até aos dias de hoje. A galeria, uma característica rara no Norte de Inglaterra, data da década de 1630 e contém mobiliário e retratos antigos. O salão principal, construído em 1680, é dominado pela Escadaria de Cupido, que conduz a uma suíte de quartos de meados do século XVIII, incluindo o Quarto de Cupido. A sala de estar data de cerca de 1830, a biblioteca de 1870, e o Quarto de Lady Darlington está decorado no estilo do movimento Arts and Crafts.
O Jardim Murado, construído na década de 1730, alberga uma vasta coleção de plantas herbáceas. Os terraços foram originalmente dispostos no século XVII. O passeio pela mata contém um pombal do século XVII que, de forma invulgar, ainda possui a potence, uma escada interna rotativa. O 1.º Lord Inglewood adicionou várias novas espécies de árvores aos terrenos, e o guia do percurso arbóreo lista agora setenta dentro do arboreto.
Num campo próximo situa-se a pequena igreja de São Tiago, registada já em 1291 como a Igreja no Campo Verde. O arquiteto Anthony Salvin realizou extensas renovações na época vitoriana. Um fragmento de uma Cruz Normanda está preservado dentro da igreja, e muitos memoriais servem como lembretes da influência dos Fletcher e dos Vane ao longo dos séculos.
A casa está aberta ao público às quartas-feiras, quintas-feiras e domingos, de abril a outubro.